# Kortatu
Kortatu — ска-панк-гурт із Країни Басків, що існував у 1984—1988 роках. Колектив виник у контексті перших років демократії в Іспанії і мав велике значення для лівого баскського націоналізму (що відкидав проект автономії на користь повної незалежності) як предтеча нової хвилі в музиці (баскський радикальний рок, Rock Radikal Vasco чи RRV). Kortatu досяг значного рівня впливу на баскський та іспанський панк, і серед таких гуртів як La Polla Records, Cicatriz та Eskorbuto здобув популярність на сцені андеграунду 1980-их.

## Учасники
- Фермін Муґуруса (Fermin Muguruza): гітара і вокал
- Іньїґо Муґуруса (Íñigo Muguruza): бас
- Треку Армендаріс (Treku Armendariz): ударні
- Какі Аркарасо (Kaki Arkarazo): гітара (з 1988)

## Дискографія
- (Без назви) (Soñua, 1985) спільно з Cicatriz, Jotakie та Kontuz-Hi!. Перевидано на CD на Oihuka в 2000.
- Kortatu (Soñua, 1985).
- A la calle (Максісингл з трьома треками) (Soñua, 1986).
- El estado de las cosas (Soñua, 1986).
- A Front Line Compilation (best of) (Red Rhino-Organik, 1988). Перевидано на CD на Oihuka в 1998.
- Kolpez kolpe (Oihuka, 1988). Перевидано на CD на Esan-Ozenki в 1998.
- Azken guda dantza (наживо, подвійний альбом) (Nola!, 1988).